# Valley Center (Kansas)
Valley Center és una població dels Estats Units a l'estat de Kansas. Segons el cens del 2000 tenia 4.883 habitants.

## Demografia
Segons el cens del 2000, Valley Center tenia 4.883 habitants, 1.761 habitatges, i 1.368 famílies. La densitat de població era de 566,2 habitants/km².
Dels 1.761 habitatges en un 40,6% hi vivien nens de menys de 18 anys, en un 64,2% hi vivien parelles casades, en un 9,9% dones solteres, i en un 22,3% no eren unitats familiars. En el 19,9% dels habitatges hi vivien persones soles el 9,6% de les quals corresponia a persones de 65 anys o més que vivien soles. El nombre mitjà de persones vivint en cada habitatge era de 2,72 i el nombre mitjà de persones que vivien en cada família era de 3,13.
Per edats la població es repartia de la següent manera: un 29,4% tenia menys de 18 anys, un 7,7% entre 18 i 24, un 28,9% entre 25 i 44, un 21,8% de 45 a 60 i un 12,3% 65 anys o més.
L'edat mediana era de 35 anys. Per cada 100 dones de 18 o més anys hi havia 92,8 homes.
La renda mediana per habitatge era de 50.683 $ i la renda mediana per família de 56.667 $. Els homes tenien una renda mediana de 42.917 $ mentre que les dones 26.639 $. La renda per capita de la població era de 20.259 $. Entorn de l'1% de les famílies i el 2,3% de la població estaven per davall del llindar de pobresa.

## Poblacions més properes
El següent diagrama mostra les poblacions més properes.